# Ontario-Sud
Pour les articles homonymes, voir Ontario (homonymie).
Ontario-Sud fut une circonscription électorale fédérale de l'Ontario, représentée de 1867 à 1925.
C'est l'Acte de l'Amérique du Nord britannique de 1867 qui créa le district électoral d'Ontario-Sud. Abolie en 1924, la circonscription fut incorporée dans Ontario.
À ne pas confondre avec les circonscriptions d'Ontario-Nord représentée de 1867 à 1924 et d'Ontario-Ouest représentée de 1882 à 1903.

## Géographie
En 1867, la circonscription d'Ontario-Sud comprenait:
- Les cantons de Whitby, East Whitby et de Pickering
- La ville de Whitby
- Le village d'Oshawa

En 1882, le canton de Reach et le village de Port Perry furent ajoutés à la circonscription.

## Députés
1. 1867-1874 — Thomas Nicholson Gibbs, L-C
2. 1874-1876 — Malcolm Cameron, PLC
3. 1876-1878 — Thomas Nicholson Gibbs, L-C (2)
4. 1878-1887 — Francis Wayland Glen, PLC
5. 1887-1891 — William Smith, CON
6. 1891-1892 — James Ironside Davidson, PLC
7. 1892-1896 — William Smith, CON (2)
8. 1896-1900 — Leonard Burnett, PLC
9. 1900-1904 — William Ross, PLC
10. 1904-1908 — Peter Christie, CON
11. 1908-1911 — Frederick Luther Fowke, PLC
12. 1911-1921 — William Smith, CON (3)
13. 1921-1925 — Lawson Omar Clifford, PLC

- CON = Parti conservateur du Canada (ancien)
- L-C = Parti libéral-conservateur
- PLC = Parti libéral du Canada